# Hôtel de Besenval

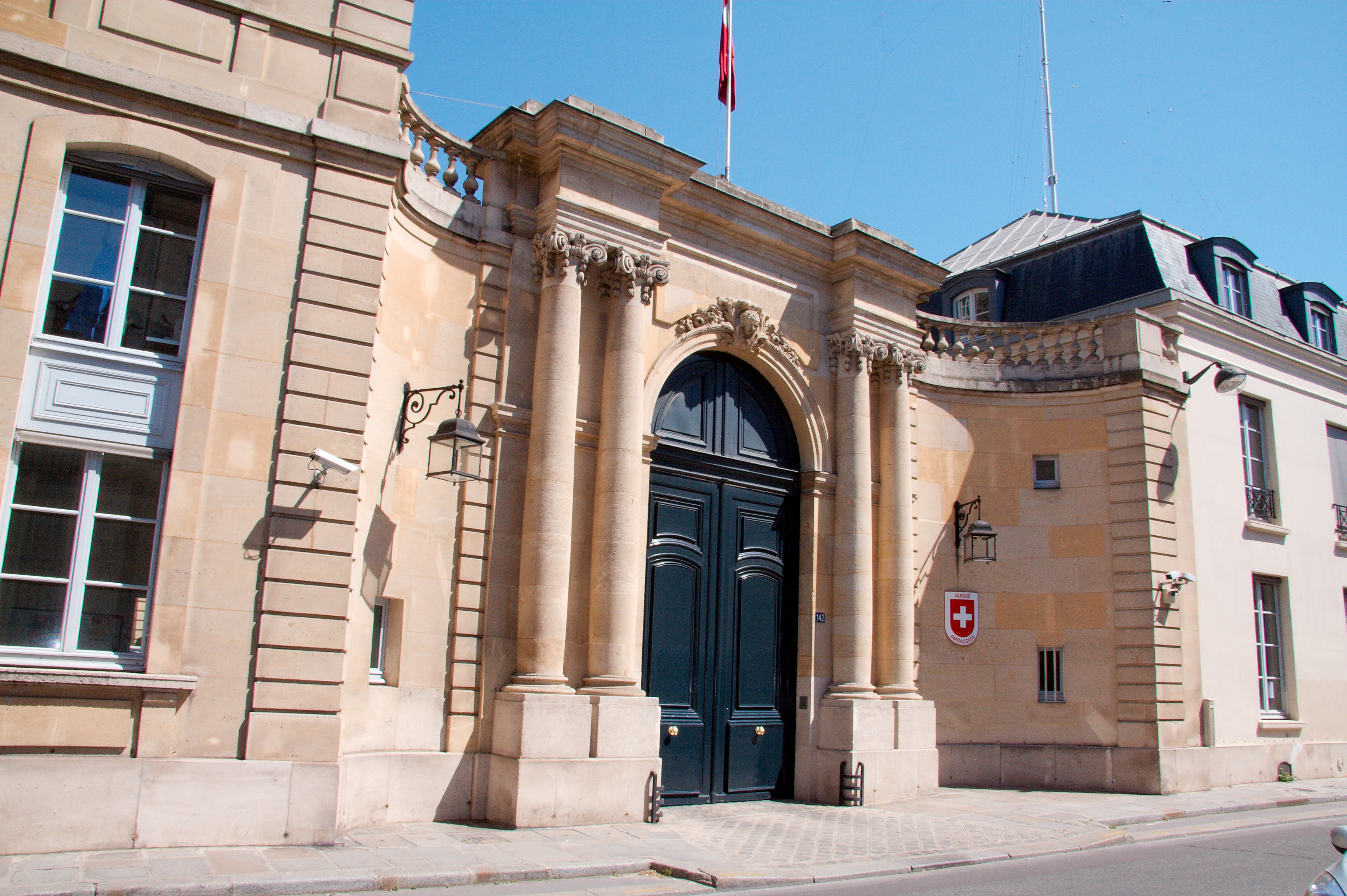
Der Haupteingang des Hôtel de Besenval an der Rue de Grenelle 142 in Paris

Das Hôtel de Besenval ist ein historisches hôtel particulier mit Ehrenhof und weitläufigem Englischem Garten in Paris, das im Stil entre cour et jardin erbaut wurde, also eine Residenz zwischen Ehrenhof und Garten.
Seit 1938 ist das Hôtel de Besenval der Sitz der Botschaft der Schweizerischen Eidgenossenschaft in Frankreich. Das Gebäude ist per Dekret vom 20. Oktober 1928 als Monument historique eingestuft.

## Lage
Das Gebäude befindet sich an der Rue de Grenelle 142, im Stadtteil Faubourg Saint-Germain im 7ème arrondissement, unweit des Hôtel des Invalides. Der Stadtteil Faubourg Saint-Germain galt seit dem 17. Jahrhundert als bevorzugte Wohngegend des Adels und verfügt über eine große Anzahl von hôtels particuliers, von denen heute einige ausländische Botschaften beherbergen.

## Geschichte

### Hôtel Chanac de Pompadour

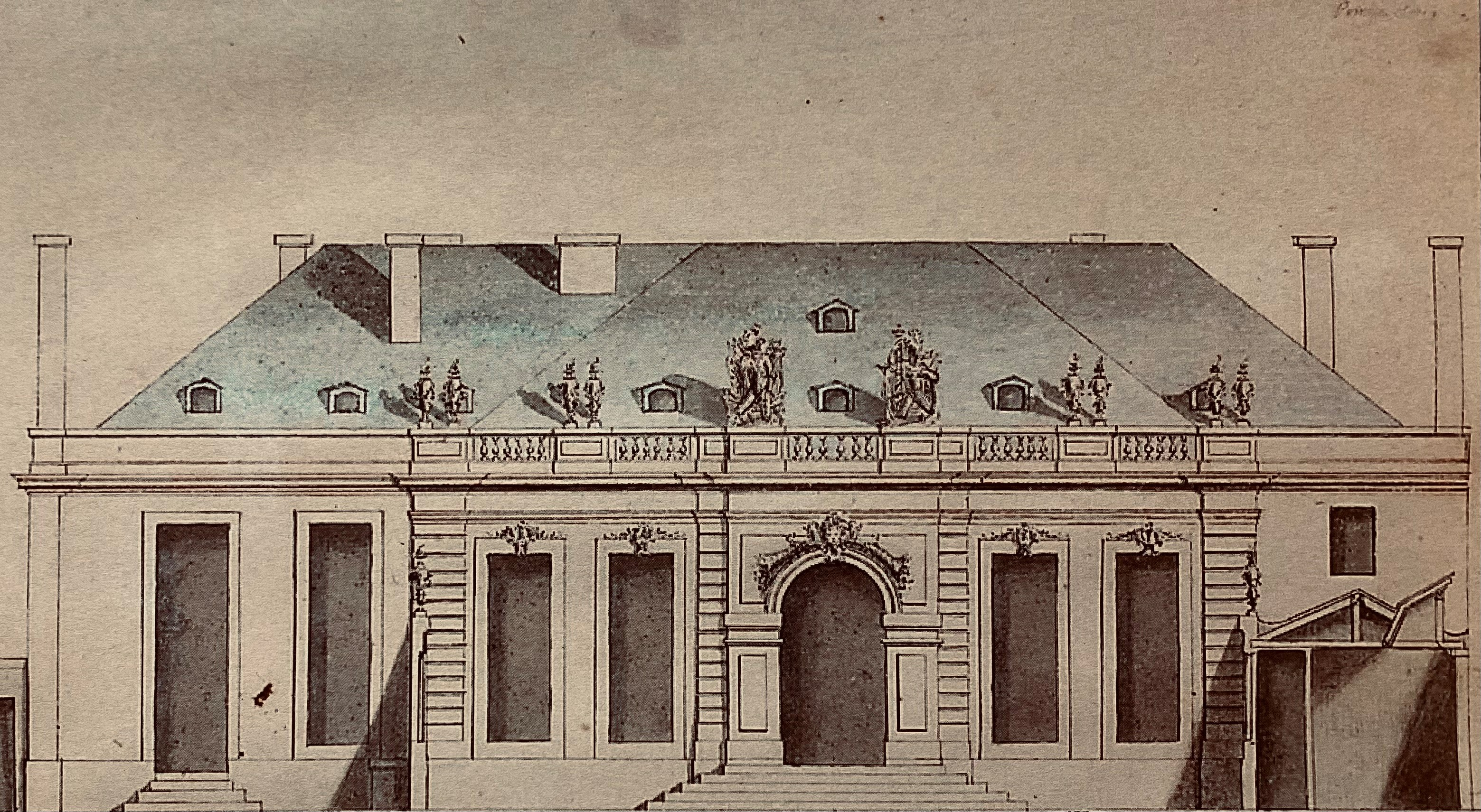
Die historische Fassade des Hôtel Chanac de Pompadour zum Ehrenhof hin, nach den Plänen von 1704 von Pierre Alexis Delamair

Das Gebäude geht in seinen Ursprüngen auf die 1704 durch den Architekten Pierre Alexis Delamair für Pierre Chanac Hélie de Pompadour, Baron de Treignac, Abbé de Vigeois, Prieur de La Valette und Prévost d'Arnac errichtete eingeschossige Residenz Hôtel Chanac de Pompadour zurück.

### Hôtel de Besenval
Nach dem Tod des Abbés 1710, wechselte das Gebäude mehrfach den Besitzer. 1750 kam es in den Besitz von Louis-Guy de Guérapin de Vauréal, bis es 1767 schließlich durch Pierre Victor, Baron de Besenval de Brunstatt erworben wurde, einem Schweizer Solddienstoffizier in französischen Diensten. Besenval, der seit seinem sechsten Lebensjahr in Frankreich lebte und über exzellente Beziehungen zum französischen Königshof verfügte, entstammte einer der mächtigsten solothurnischen Patrizierfamilien, die sowohl das Palais Besenval als auch das Schloss Waldegg ihr Eigen nannten. Letzteres ist auch der Geburtsort von Pierre Victor de Besenval.

#### Das Nymphäum

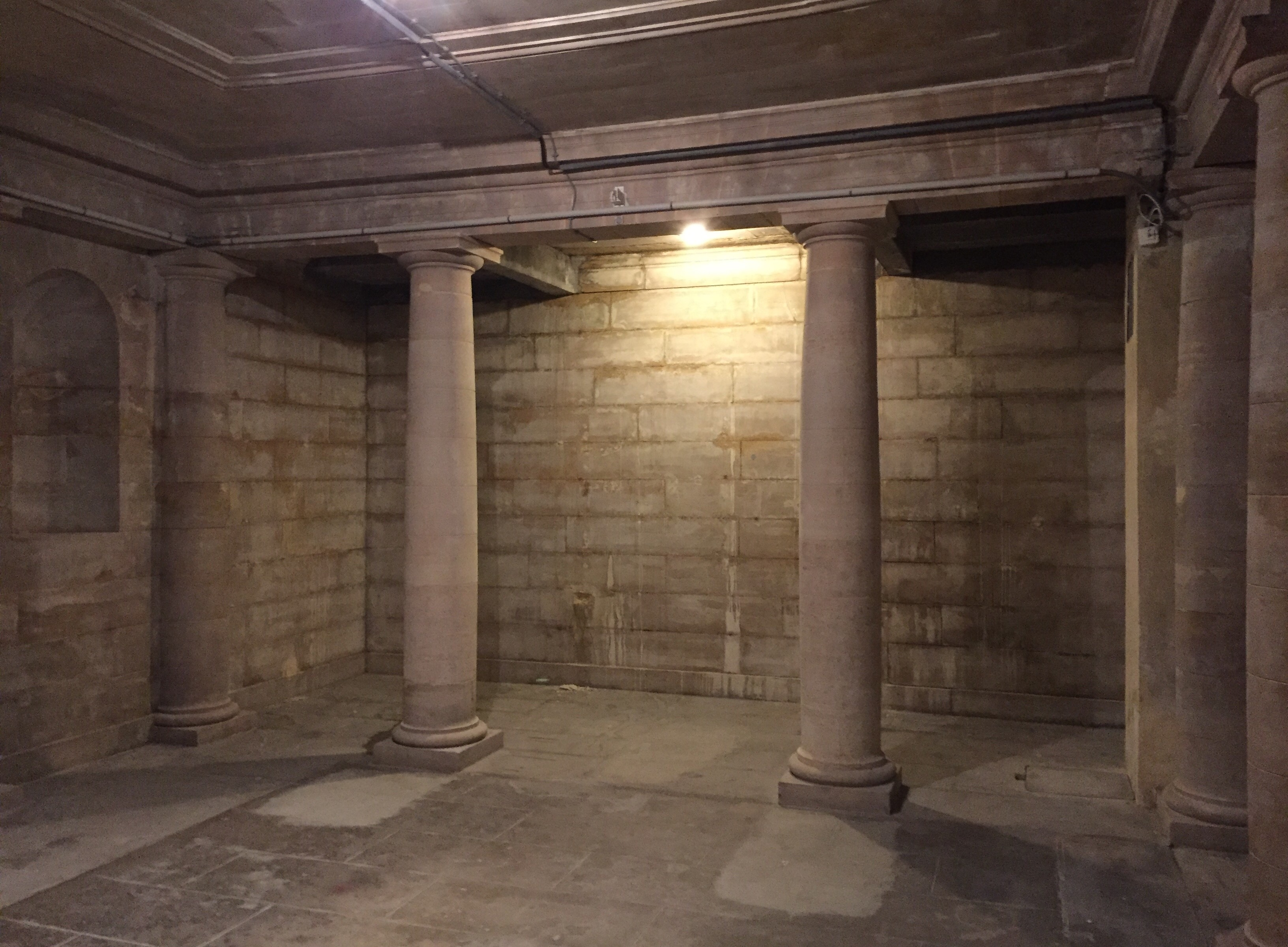
Die Überreste des Nymphäum im Keller des Hôtel de Besenval. Das einstige, nun zugeschüttete Bassin, lässt sich noch heute anhand der leicht verschiedenfarbigen Bodenplatten erkennen

Zu Beginn der 1780er Jahre konnte der Baron bereits auf eine beeindruckende Militärkarriere zurückblicken. 1767 wurde er Oberstleutnant des Schweizergarderegiments und 1781 Oberbefehlshaber der Truppen und Garnisonen im Innern Frankreichs. Nun sollte seine Residenz an der Rue de Grenelle seinen Erfolg und seinen Status widerspiegeln, weshalb er 1782 den Architekten Alexandre-Théodore Brongniart bedeutende Um- und Ausbauten vornehmen ließ. U. a. baute ihm Brongniart ein Esszimmer, eine Galerie für seine stetig wachsende Gemäldesammlung sowie im Untergeschoss ein Nymphäum, ein hallenartiges Bad nach dem Vorbild der Antike, dessen Überreste noch heute sichtbar sind. Künstlerisch ausgeschmückt wurde dieses Bad vom Bildhauer Claude Michel, genannt Clodion, der dafür u. a. Flachreliefs mit erotischen Szenen schuf, welche später die Eingangshalle des Château de Digoine in Palinges schmückten und heute zu den Sammlungen des Louvre gehören (im Château de Digoine befinden sich heute Kopien).
Das Nymphäum wurde schnell zur Sensation in der Pariser Gesellschaft und zementierte den Ruf des Barons als Liebhaber und Verführer, machten doch schon bald Gerüchte über amouröse Abenteuer in diesem Badetempel die Runde. Gemäß zeitgenössischen Berichten heißt es jedoch auch, dass das Bassin zwar mit heißem Wasser gefüllt wurde, der Keller jedoch eiskalt war. Das Bad also nur bedingt für amouröse Abenteuer tauglich war. Weiter heißt es, dass das Bad nur ein einziges Mal benutzt wurde. Dies von einem Soldaten der Schweizer Garde, welcher dann wenige Tage später an einer Lungenentzündung verstorben sein soll.

### Die Revolutionsjahre

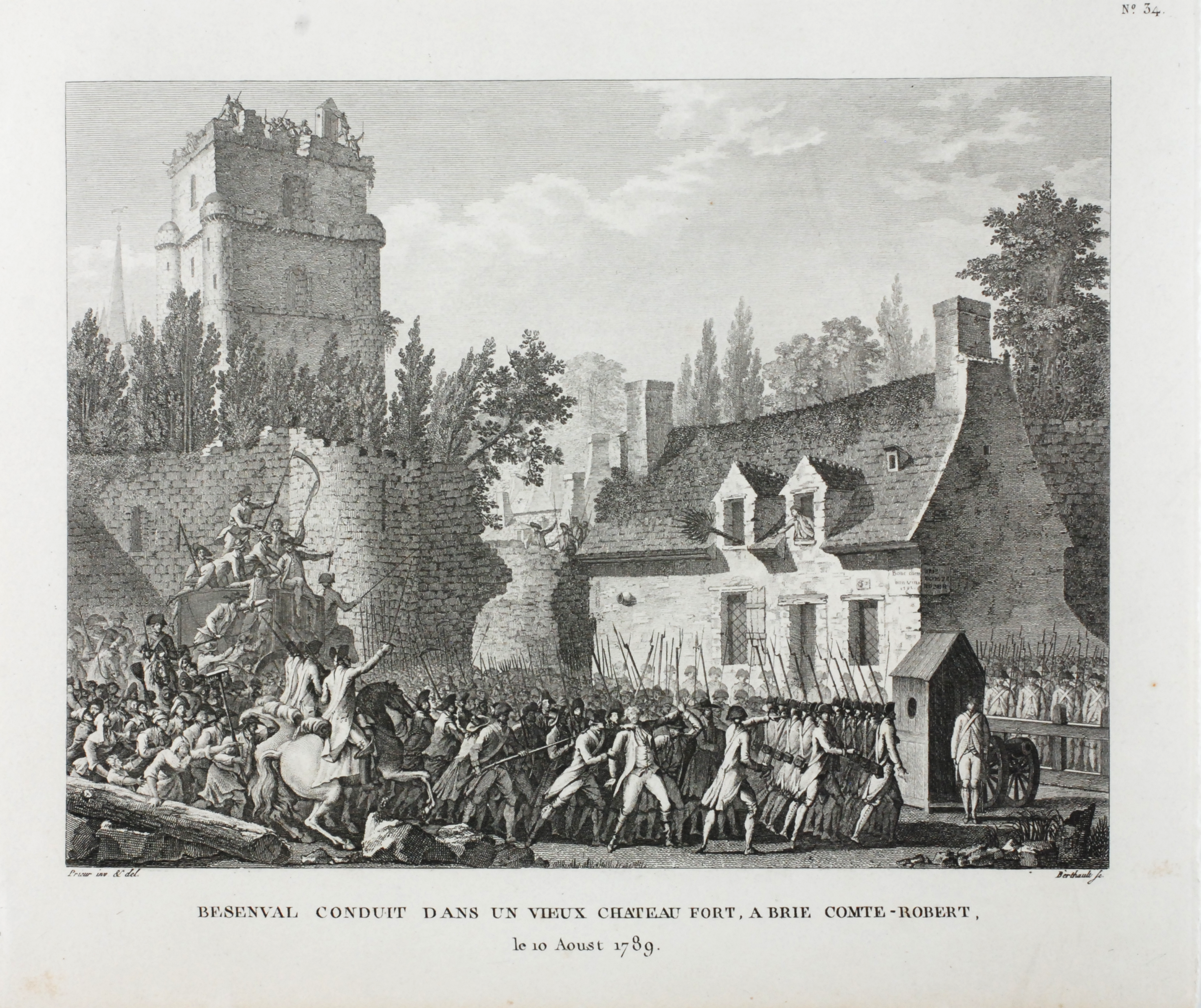
Der Baron de Besenval auf dem Weg zu seiner Inhaftierung im Château de Brie-Comte-Robert

Im Juli 1789 war Besenval Oberbefehlshaber der Pariser Garnison, dies in seiner Eigenschaft als Militärkommandant der Île-de-France und Gouverneur von Paris. Während er im Mai noch mit drastischen Mitteln für Ordnung in Paris sorgte, zog er am 12. Juli die Truppen aus Paris ab, in der Hoffnung, so ein Blutbad zu vermeiden, was jedoch zur Folge hatte, dass dies den Sturm auf die Bastille am 14. Juli ermöglichte. In seinen Memoiren weist Besenval darauf hin, dass er an diesem Tag auf Befehl von Maréchal Victor-François de Broglie gehandelt hat. Dieses Ereignis gilt seither als Beginn der Französischen Revolution. Besenval, von den Aristokraten des Hochverrats und von den Revolutionären der Lèse-Nation beschuldigt, blieb nichts Anderes übrig, als in die Schweiz zu fliehen.

#### Die Flucht des Barons
Pierre Victor de Besenval wurde nicht nur als Soldat von den revolutionären Massen gehasst, sondern auch als enger Freund von Königin Marie-Antoinette der Konspiration verdächtigt. Als die revolutionären Massen seinen Kopf forderten, erhielt Besenval vom König die Erlaubnis, in die Schweiz abzureisen, wo er sich auf seinen Landsitz, Schloss Waldegg bei Solothurn, zurückziehen wollte. Aber Besenval wurde während seiner Reise von revolutionären Truppen in der Nähe von Provins erkannt, angehalten und am 10. August 1789 im Château de Brie-Comte-Robert inhaftiert. Nur durch die Intervention des Genfer Bankiers und französischen Finanzministers Jacques Necker entkam Besenval dem Tod und wurde schließlich freigelassen, nachdem er seinen Gerichtsprozess gewonnen hatte, dank dem Plädoyer seines Anwalts, Raymond de Sèze. Geschwächt durch seine Haft, starb der Baron am 2. Juni 1791 in Paris in seiner Residenz.

### Im Besitz der Nachfahren der Comtesse de Moreton de Chabrillan bis 1925

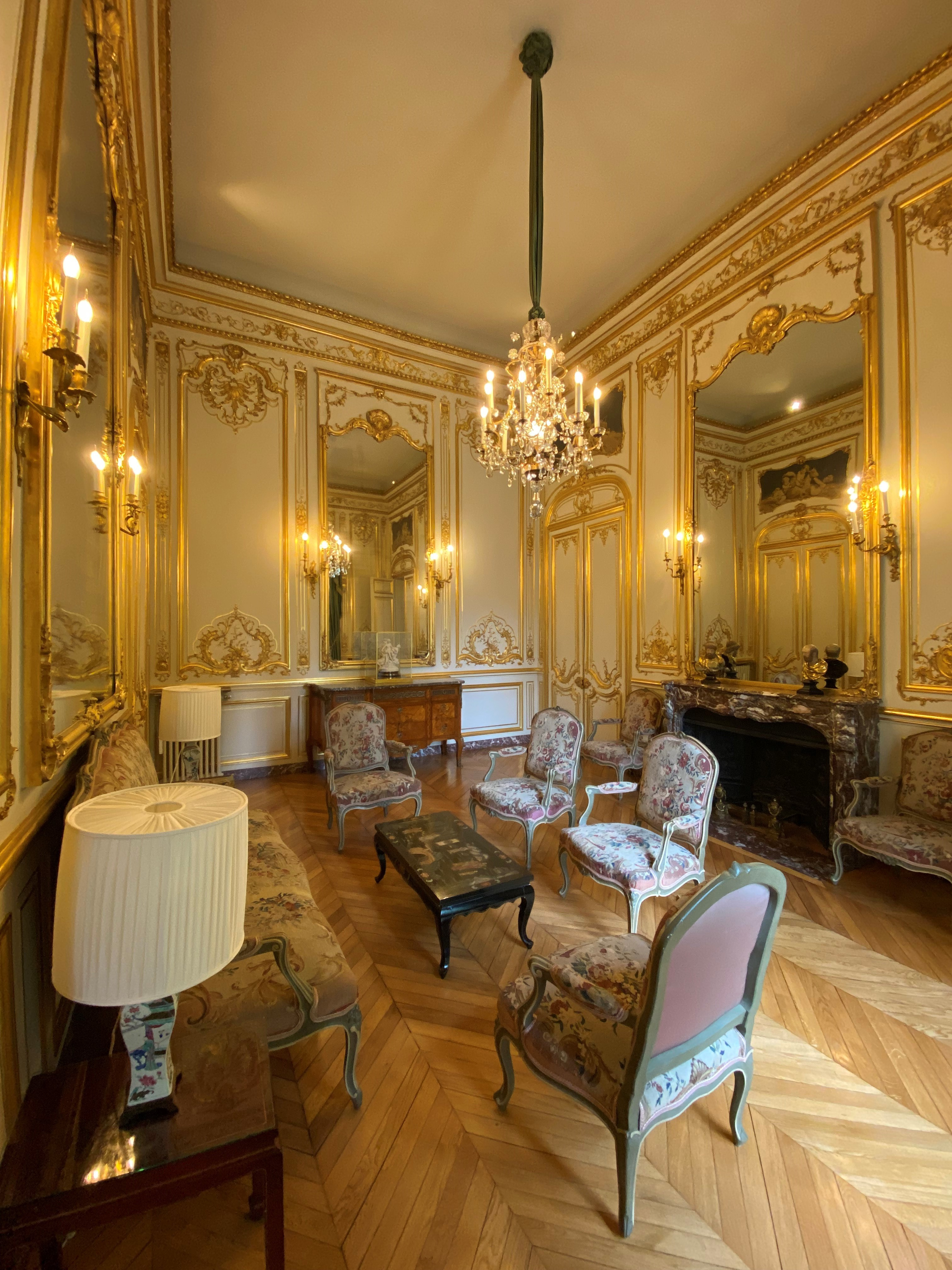
La chambre du maître, das ehemalige Schlafzimmer des Baron de Besenval, wo er am 2. Juni 1791 starb

Testamentarisch vermachte Besenval, der zeitlebens Junggeselle blieb, den Nießbrauch an seiner Residenz an der Rue de Grenelle seinem Freund Marschall Philippe-Henri de Ségur, dessen Sohn, Joseph Alexandre de Ségur, als illegitimer Sohn von Besenval galt, was innerhalb der Familie auch bekannt war, jedoch die Freundschaft nicht beeinträchtigte. Der Marschall und Besenval vereinbarten sogar, dass Joseph Alexandre de Ségur das Hôtel de Besenval eines Tages erben sollte. Entsprechend vermachte ihm Besenval das Eigentum am Hôtel de Besenval. 
Joseph Alexandre de Ségur verkaufte später das Hôtel de Besenval an Marie-Elisabeth-Olive, Comtesse de Moreton de Chabrillan, geb. Frottier de la Coste-Messeliére (1761–1807), deren Familie auch das Château de Digoine in Palinges besaß und in deren Familienbesitz das Hôtel de Besenval bis 1925 verblieb.

### Um- und Ausbau des Corps de Logis
Es war im Jahre 1866, während der Zeit, als sich das Hôtel de Besenval im Besitz der Familie de Montholon-Sémonville, Nachfahren der Comtesse de Moreton de Chabrillan, befand, als das Corps de Logis anhand von Plänen des Architekten Chabrier mit der Aufstockung um ein Stockwerk und der Errichtung des Dachstuhls mit einem Mansarddach seine endgültige äußere Erscheinungsform erhielt. Zu dieser Zeit, zwischen 1855 und 1870, bewohnten Nachfahren von Lucien Bonaparte, dem Bruder von Kaiser Napoleon I., das Hôtel de Besenval.

### Sitz der Botschaft der Schweizerischen Eidgenossenschaft (bis 1957 als Schweizerische Gesandtschaft)

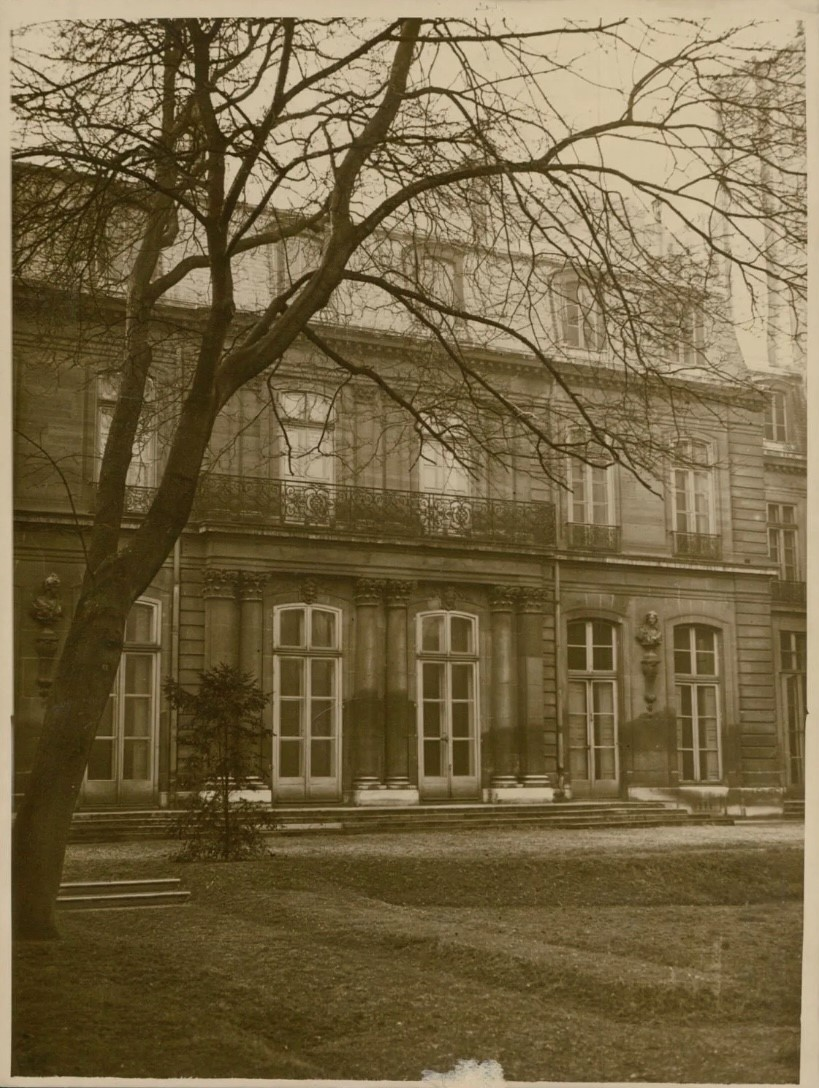
Die Gartenfassade des Hôtel de Besenval im Winter 1938, dem Jahr, als die Schweizerische Eidgenossenschaft das Gebäude kaufte

In den 1930er Jahren befand sich das Gebäude mehrheitlich im Besitz von Emily Grace Baumann, geb. Kinsley (1862–1951), Witwe von Gustav Baumann (1853–1914), einem Schweizer aus St. Gallen, und ihrem Sohn Clifton K. Baumann (1893–1936). Als das Gebäude 1938 wiederum zum Verkauf stand, wurde es von Seiten der Schweizerischen Eidgenossenschaft als Botschaftsgebäude erworben. Federführend für die Abwicklung des Kaufs sowie die Beaufsichtigung der anschließenden umfassenden Renovierung und Erweiterung um einen Westflügel für Büroräumlichkeiten durch die Architekten Moreillon & Taillens war Minister Walter Stucki.
Die Büros der Botschaft der Schweizerischen Eidgenossenschaft wurden im Januar 1939 eröffnet. Einige Monate später brach der Zweite Weltkrieg aus. Im Juni 1940, nach dem Westfeldzug und der Besetzung von Paris, wurde das Hôtel de Besenval in ein Konsulat umgewandelt. Nach dem Krieg 1945, mit der Ankunft von Minister Carl J. Burckhardt, wurde das Hôtel de Besenval wieder zur Botschaft der Schweizerischen Eidgenossenschaft.

#### Die Rückkehr der Möbel des Barons
Wenige Jahre nach dem Tod des Barons, wurden am 10. August 1795 in einer vielbeachteten Auktion in Paris die Möbel und Kunstschätze aus dessen Residenz an der Rue de Grenelle versteigert. Doch bereits zu Lebzeiten des Barons fanden einzelne Möbelstücke und Kunstwerke den Weg vom Hôtel de Besenval auf dessen Landsitz in der Schweiz, dem Schloss Waldegg. Nach mündlicher Überlieferung war darunter auch ein in der Farbe gris Trianon (benannt nach dem Petit Trianon) gefasstes Ameublement, bestehend aus einem Kanapee und sechs Fauteuils, dessen bestickte Sitzbezüge Szenen aus den Fabeln von La Fontaine bzw. das Kanapee ein Muster aus Blumen und Vögeln zeigen.
Dieses Ameublement wurde im Zuge der Renovierung des Hôtel de Besenval von Seiten der Schweizerischen Eidgenossenschaft 1938 den Besitzern des Schloss Waldegg abgekauft und ziert heute den Salon de la tapisserie.

## Die Erneuerung des Bündnisses mit dem König von Frankreich von 1663: Die große Tapisserie
Zu den bedeutendsten Kunstwerken, welche heute das Hôtel de Besenval zieren, gehört die große Tapisserie aus dem 17. Jahrhundert im Salon de la tapisserie, hergestellt in der Gobelin-Manufaktur. Die nach 1665 nach einem Entwurf von Charles Le Brun gefertigte Tapisserie ist eine Leihgabe des Mobilier national.
Die Tapisserie zeigt den historischen Moment der Feierlichkeiten rund um die Erneuerung des Bündnisses zwischen Frankreich und den Schweizern vom 18. November 1663 in der Kathedrale von Notre-Dame in Paris. Dargestellt ist der Moment, als König Ludwig XIV. und die Gesandten des Bundes der XIII. Kantone einen gegenseitigen Eid auf die Bibel leisten. Diese Tapisserie ist Teil der vierzehnteiligen Fortsetzung der Geschichte des Königs.

## Literatur

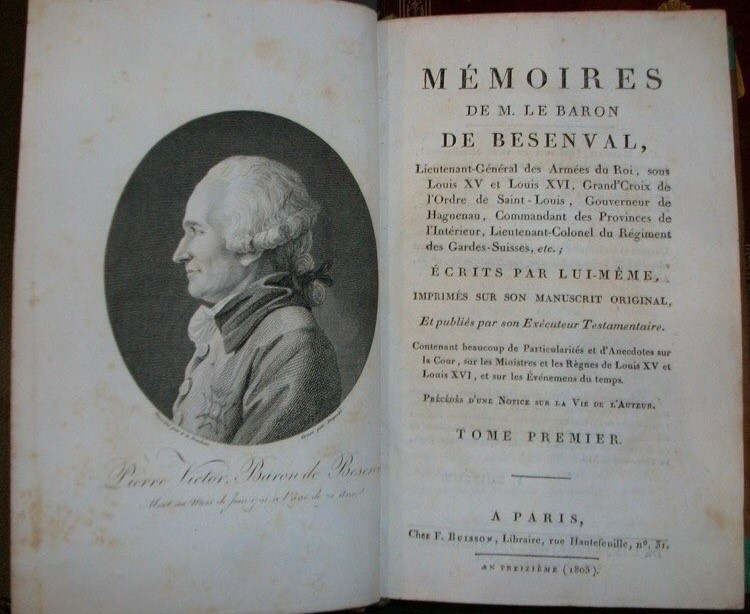
Frontispiz der Erstausgabe der Memoiren des Baron de Besenval, welche dieser im Hôtel de Besenval verfasste. Die Publizierung der Memoiren in vier Bänden zwischen 1805 und 1806 erfolgte auf Initiative von Joseph Alexandre de Ségur. Die Publizierung der Memoiren löste einen Skandal aus, hielt sich doch der Baron nicht zurück mit der Nennung von pikanten und skandalösen Details, als er vom Leben und den Gewohnheiten während den letzten Jahre am französischen Königshof im Ancien Régime berichtete, inkl. Nennung der Namen der Protagonisten. Die Familie von Besenval zweifelte an der Echtheit der Memoiren und distanzierte sich davon. Vom vierten und letzten Band wurden nur wenige Exemplare gedruckt